# 린지 돈 매켄지

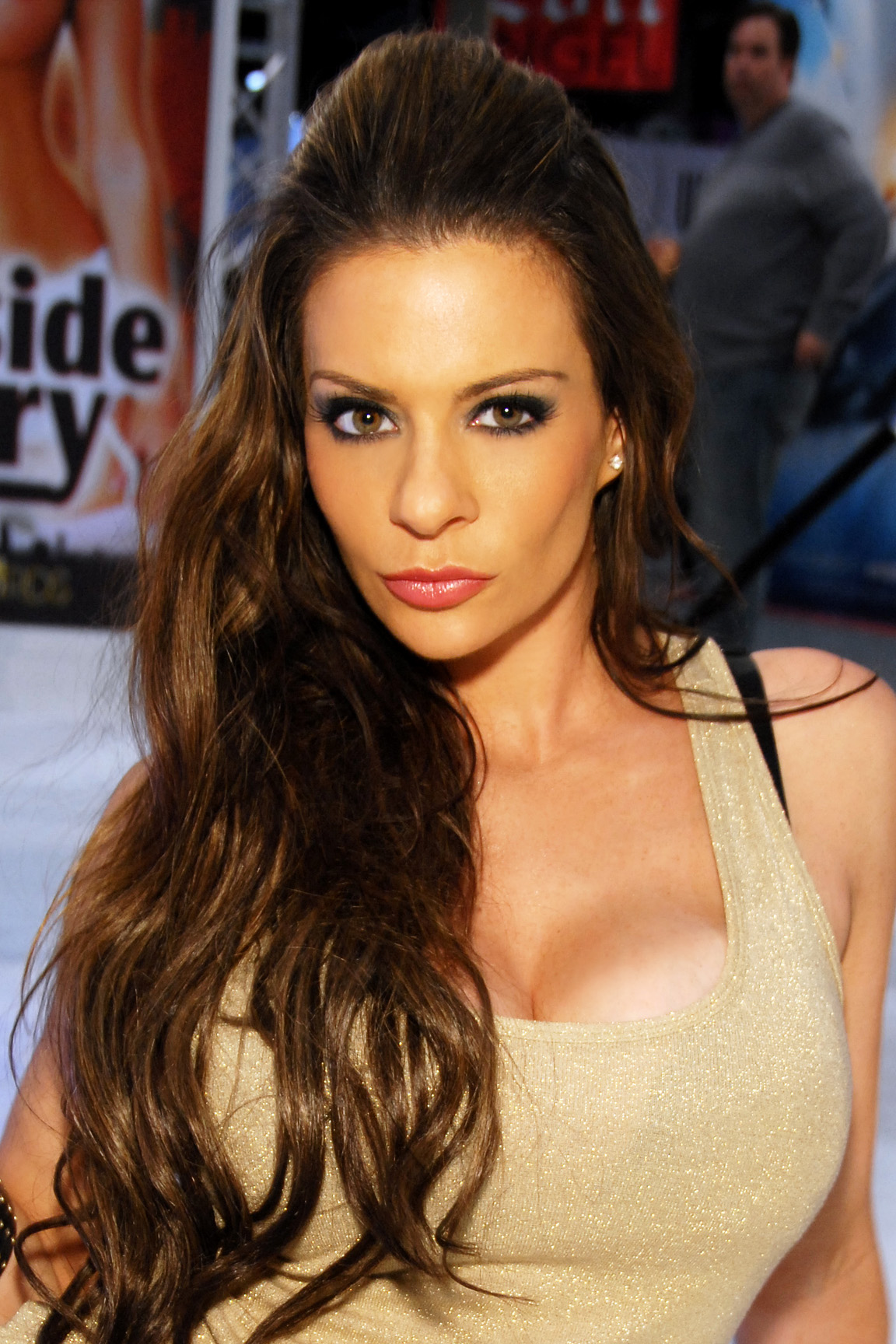
린지 돈 매켄지

린지 돈 매켄지(영어: Linsey Dawn McKenzie, 1978년 8월 7일 ~ )는 잉글랜드의 어덜트 모델이다.